# Grb Guernseyja
Grb Guernseyja službeni je simbol tog otoka u La Mancheu. Čini ga crveni štit s tri zlatna lava u prolazu, a iznad štita je mali buket lišća. Grb je vrlo sličan normandskom, jerseyjskom i engleskom.